# JR 바스테크
JR 바스테크(일본어: ジェイアールバステック株式会社 ジェイアールバステック[*])는 도카이 지방, 주쿄권의 버스 사업자 중 하나로서 동일본 여객철도(JR 동일본)의 자회사이다.

## 같이 보기
- JR 버스